# 앨 허트

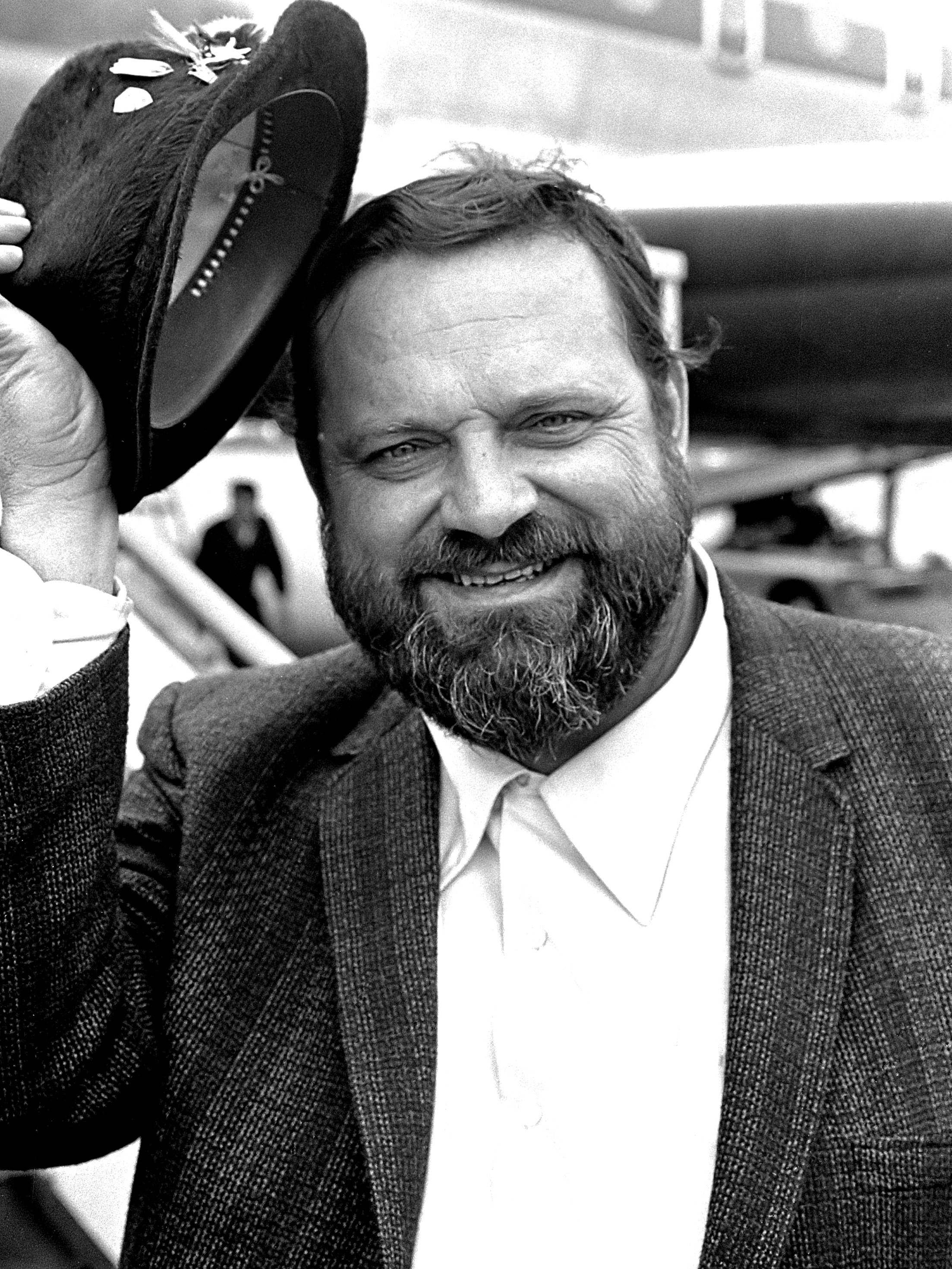
1966년

앨로이스 맥스웰 "앨" 허트(영어: Alois Maxwel "Al" Hirt, 1922년 11월 7일 ~ 1999년 4월 27일)는 미국의 트럼펫 주자이자 밴드리더이다. 딕실랜드와 파퓰러한 댄스 무드 음악의 분야에서 활약한 트럼펫 주자이다. 루이지애나 뉴올리언스 태생으로 부친은 경찰관이다. 6세경부터 트럼펫을 불었으며 신시내티 음악원에서 배웠다. 지미와 토미 도시 형제의 악단 등을 거쳐 1950년대 중엽부터 뉴올리언스에서 악단을 지휘, 그 인기가 높았다. 1963년에는 <자바>가 밀리언 히트가 되었으며 노래 또한 잘 불렀다.